# Inés Arrondo
Inés Arrondo (Mar del Plata, 28 de noviembre de 1977) es una exjugadora argentina de hockey sobre césped que se desempeñó como delantera en la Selección nacional con la que jugó 125 partidos internacionales, convirtiendo 14 goles. Obtuvo dos medallas de oro en los Juegos Panamericanos y dos medallas olímpicas (plata y bronce, respectivamente) en los Juegos Olímpicos de Sídney 2000 y de Atenas 2004. En 2001, obtuvo la medalla de oro en el Champions Trophy y en 2002, logró el título en el Campeonato Mundial disputado en Perth, Australia.
Integró siete años (1997-2004) la Selección nacional de hockey sobre césped conocida como Las Leonas.
Jugó para el club Saint Catherine's. A ella corresponde el primer diseño de una leona como símbolo de la Selección femenina de hockey sobre césped.
Actualmente se desempeña como Secretaria de Deportes de la Nación Argentina, siendo la primera mujer al frente de la política deportiva del país.
Desde el 5 de octubre de 2021 fue designada como la primera Presidenta del ENARD.

## Carrera deportiva
En 1997, debutó en la Selección nacional. En 1999, ganó la medalla de oro en los Juegos Panamericanos de Winnipeg, Canadá, título que repetiría en los Juegos Panamericanos de 2003 en Santo Domingo, República Dominicana. En el año 2004 abrió un centro deportivo para niños de bajos ingresos en Buenos Aires 

En 2000, participó en los Juegos Olímpicos de Sídney donde el equipo finalizó segundo, logrando la medalla de plata. Ese año, recibió junto a Las Leonas el Premio Olimpia de oro como las mejores deportistas argentinas de ese año.
También ese mismo año diseñó el logo que identifica a la Selección argentina femenina desde los Juegos Olímpicos de Sídney. Ella misma relató el momento del siguiente modo:

Para el logo nos juntamos con Margarita, la cuñada de Cachito Vigil. Yo me senté a hacer unos dibujos y luego los retocamos con ella. Estaban buenos porque no es fácil dibujar a  una leona, darle las características. En general, en toda la documentación que hay aparecen las leonas descansando porque ellas son las que cazan para darle de comer a sus cachorros. También había unos murales que me habían gustado mucho y bueno, junté todo eso y salió la leona que no está ni sentada ni atacando, sino preparándose.

En 2001, ganó el Champions Trophy en Amstelveen, Holanda y al año siguiente obtuvo el Campeonato Mundial disputado en Perth, Australia, el máximo galardón obtenido por el hockey argentino y el segundo puesto en el Champions Trophy en Macao, China.
En 2004, volvió a integrar la delegación olímpica en los Juegos Olímpicos de Atenas, donde ganó la medalla de bronce. Ese mismo año, disputó su último torneo con la Selección en el Champions Trophy disputado en Rosario, Argentina, finalizando en el tercer puesto y que jugó estando embarazada.
Ya estando retirada de la actividad deportiva, eligió la política como profesión, habiendo participado en las Elecciones legislativas de Argentina de 2017 como candidata a senadora provincial de la Provincia de Buenos Aires, reprensentando al Frente Justicialista comandado por el exministro de la Nación Florencio Randazzo
Cómo ministra presentó varios proyectos de ley vinculados al deporte para que sean debatimos ante el Congreso
Con dicho fondo el ENARD sostiene becas para deportistas, entrenadores y técnicos, cobertura médica para los mismos, infraestructura deportiva, un laboratorio de control de dopaje y los gastos que demanden las competencias.4
A partir de la puesta en marcha del ENARD, unos 1.659 deportistas fueron becados, entre los que se encuentran 894 de alto rendimiento.5 Una de las actividades principales del ENARD ha sido la asignación de becas a deportistas, entrenadores y técnicos. Debido al escaso aporte privado para sostener la actividad deportiva en la Argentina, las becas del Enard han adquirido una importancia de primer orden para el apoyo al deporte de alto rendimiento.
Una de sus primeras medidas fue aumentar un 35 por ciento las becas para deportistas de alto rendimiento y duplicar la cantidad de las mismas.